# Notselet
Notselet är en sjö i Bodens kommun i Norrbotten och ingår i Luleälvens huvudavrinningsområde. Sjön har en area på 0,391 kvadratkilometer och ligger 121,2 meter över havet. Sjön avvattnas av vattendraget Flarkån.

## Delavrinningsområde
Notselet ingår i det delavrinningsområde (735553-173557) som SMHI kallar för Utloppet av Notselet. Medelhöjden är 158 meter över havet och ytan är 3,19 kvadratkilometer. Räknas de 57 avrinningsområdena uppströms in blir den ackumulerade arean 550,81 kvadratkilometer. Flarkån som avvattnar avrinningsområdet har biflödesordning 2, vilket innebär att vattnet flödar genom totalt 2 vattendrag innan det når havet efter 103 kilometer. Avrinningsområdet består mestadels av skog (83 procent). Avrinningsområdet har 0,4 kvadratkilometer vattenytor vilket ger det en sjöprocent på 12,4 procent.